# Caleta Constitución
Caleta Constitución, también conocida como El Yeso o Camino del Yeso, es una localidad, que de acuerdo con su población es de 37 habitantes, según el Instituto Nacional de Estadísticas, sería denominada como un caserío. y forma parte de la Comuna, Provincia y Región de Antofagasta, esta a 33 km de Antofagasta y a 36 km de Mejillones, se encuentra ubicada en el sur de la Península de Mejillones, es orillada por el Océano Pacífico y conectada por la Ruta B-430. Como principales atracciones contaría con la Playa Constitución, la pesca artesanal y cercana a la Isla Santa María.

## Historia
La caleta constitución fue creada por un grupo de familias, por cercanías del siglo XX, junto a otras cercanas como la Caleta Errazuriz, en el sector costero.

## Actividades
Dentro de la Caleta Constitución se desarrollan múltiples actividades como la pesca artesanal y manual, turismo y senderismo. Su economía se basa en la venta y exportación de Mariscos, Ostiones y productos marinos a través de la Ruta B-430, además, cuenta con una nueva fuente de energía sustentable a base de los paneles solares, aprovechando la geografía presente de la Región.

## Turismo

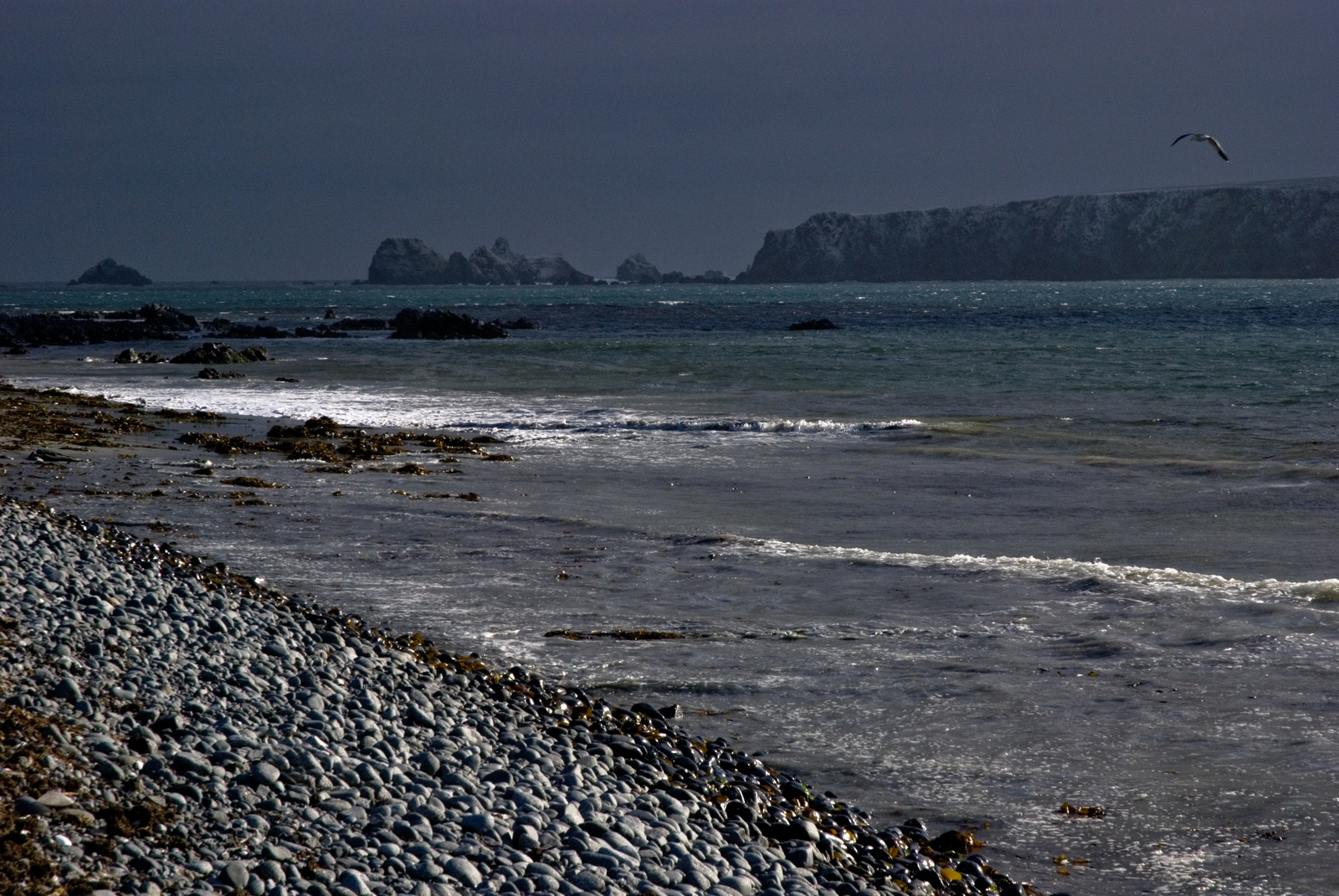
Vista de Isla Santa María

La Caleta Constitución se compone por varios lugares a visitar o recorrer, la mayoría se da debido al Sendero "Camino de Yeso" (De ahí parte de su nombre), también de la playa donde se funda la Caleta, rondando una temperatura templada tanto en verano como invierno, además de la Pesca Manual y ser punto de embarcación hacia la Isla Santa María.